# Tajumulco
Tajumulco (hiszp. Volcán Tajumulco) – wulkan w Kordylierach Południowych, w paśmie Sierra Madre de Chiapas, najwyższy szczyt Gwatemali i całej Ameryki Środkowej. Wznosi się na wysokość 4220 m n.p.m. Ostatnie erupcje miały miejsce w XIX wieku, choć informacje o nich nie są do końca pewne. Znajdują się tutaj złoża siarki.